# Pas de quatre (Perrot)
Grand pas de quatre es un ballet coreografiado por Jules Perrot en 1845, por sugerencia de Benjamin Lumley, director del Her Majesty's Theatre, con música compuesta por Cesare Pugni.
La noche del estreno en Londres (12 de julio de 1845), causó sensación entre la crítica y el público. La razón de esto fue que reunió, en un escenario, a las cinco mejores bailarinas de la época: en orden de aparición, Lucile Grahn, Carlotta Grisi, Fanny Cerrito y Marie Taglioni. La quinta gran bailarina romántica de la época, Fanny Elssler, había sido invitada a participar pero declinó hacerlo debido a estar de gira fuera del continente; meses después, Elssler recibió una segunda oportunidad para participar en dicha obra, la cual le fue imposible realizar puesto a que un mes antes de esta función sufrió una dislocación en la rótula izquierda, impidiéndole salir al escenario.
Este Pas de quatre capturó la esencia del estilo romántico mientras las bailarinas bailaban con recatada ligereza, delicadeza y aplomo. Los pasos exigen que se ejecute cada área de la técnica del ballet clásico. Estas áreas incluyen movimientos adagio, petite allegro, grand allegro; también movimientos rápidos de los pies, cambios de posición elegantes y movimientos de brazos elegantes y fluidos, en un estilo que se ha convertido en un elemento característico del Pas de quatre. Cada bailarina tiene una variación individual, que se realizan en sucesión entre una apertura y un final que bailan todas las bailarinas juntas. Estas variaciones fueron coreografiadas para la bailarina que se estrenaba en cada rol y fueron diseñadas para mostrar las mejores características de cada una.

## Historia
El orden de aparición de las bailarinas se hizo por edades, de menor a mayor, para evitar los enfrentamientos que estaban ocurriendo entre ellas por el orden de las apariciones en la coreografía. El elenco original de Pas de quatre solo bailó juntos cuatro funciones; La reina Victoria y el príncipe Alberto asistieron el 17 de julio de 1845 a la tercera de estas cuatro representaciones.

## La versión de Dolin
Casi cien años después, en 1941, el coreógrafo Anton Dolin escenificó una nueva versión de Pas de quatre. Las bailarinas que usó fueron, en orden de aparición: Nathalie Krassovska como Lucile Grahn, Mia Slavenska como Carlotta Grisi, Alexandra Danílova como Fanny Cerrito y Alicia Markova como Marie Taglioni. Desde entonces, muchas compañías de ballet han interpretado la pieza.
Los derechos únicos y exclusivos para interpretar Pas de quatre de Dolin quedaron en manos de los bailarines del Festival Ballet (ahora English National Ballet), Belinda Wright y Jelko Yuresha. Wright y Dolin se conocían desde que Wright era joven. Había ganado un Premio Pávlova y llamó la atención de Dolin. Wright fue directora del Dolin's Festival Ballet después de años con el Royal Ballet, y su esposo, Yuresha, era solista. Cuando Dolin murió, su patrimonio, dirigido por su sobrino Phillip, otorgó los derechos de Pas de quatre a Wright y Yuresha. La versión de Dolin del Pas de quatre no puede ser puesta en escena, interpretada, producida o grabada sin su permiso y sin su puesta en escena.

## La música
La música original fue compuesta por Cesare Pugni, pero solo se usó para las cuatro funciones en julio de 1845 en el Her Majesty's Theatre con las grandes bailarinas Grahn, Grisi, Cerrito y Taglioni. No hubo más actuaciones en las siguientes décadas.
El editor Julien publicó la música de Pugni inmediatamente después del exitoso estreno. Las partes orquestales originales de Pugni se conservan en los archivos de la Biblioteque Nationale de Paris. Sin embargo, la nueva coreografía de Anton Dolin hizo uso de un arreglo orquestal preparado por el compositor Leighton Lucas a partir de la partitura original para piano. Desde entonces varios otros compositores crearon versiones orquestales a partir de la partitura para piano de Cesare Pugni, como William McDermott, Daniel Stirn o Peter March.